# Roscoe Conkling
Roscoe Conkling (Albany, 30 de octubre de 1829 – Nueva York, 18 de abril de 1888) fue un abogado estadounidense político republicano que representó al estado de Nueva York en la Cámara de Representantes y el Senado. Se le recuerda como el líder de la facción Stalwart del Partido Republicano y una figura dominante en el Senado durante los años 1870. También fue la última persona en declinar una nominación a la Corte Suprema luego que había sido confirmado para el puesto. Conkling, que era contrario al consumo de alcohol y detestaba el tabaco, era conocido por su condición física, mantenida a través del ejercicio regular y el boxeo, una afición inusual en esa época. 
Mientras estuvo en la Cámara, Conkling sirvió como guardaespaldas del representante abolicionista Thaddeus Stevens y apoyaba totalmente a la Union durante la Guerra de Secesión. Conkling fue elegido para el Senado en 1867 como un miembro principal de los republicanos radicales partidario de la igualdad de derechos para los esclavos libertos. Como senador, su control del patronato de la Aduana de los Estados Unidos, uno de los puertos con mayor movimiento del mundo, lo hizo increíblemente poderoso. Su amistad con el presidente Ulysses S. Grant y su conflicto con los presidentes Rutherford B. Hayes y James A. Garfield fueron momentos definitivos de la política estadounidense en los años 1870 y 1880.
Conkling lideró públicamente la oposición a la reforma del servicio civil, a la que él llamó "snivel service reform," (en inglés, haciendo mofa del parecido entre "civil" y "snivel" que significa "lloriqueo") y defendió las prerrogativas de los senadores en participar de los nombramientos políticos, una práctica lucrativa y usualmente corrupta. Su conflicto con el presidente Garfield sobre los nombramientos eventualmente llevó a su renuncia en 1881. Se presentó a la reelección para su puesto en un intento de mostrar el apoyo que tenía por parte de la maquinaria política de Nueva York y su propio poder pero perdió la elección especial debido, en parte, por el asesinato del presidente Garfield. Aunque Conkling nunca volvió a ocupar su puesto electo, el asesinato elevó a Chester A. Arthur, un antiguo recaudador de aduanas de Nueva York y aliado de Conkling, a la presidencia. Su relación fue destruida cuando Arthur persiguió la reforma del servicio civil por una sensación de deber con el difunto presidente Garfield. Conkling se mantuvo activo en política y ejerció el derecho en la ciudad de Nueva York hasta su muerte en 1888.
Conkling declinó dos nominaciones presidenciales a la Corte Suprema de los Estados Unidos. Primero a la posición de presidente de la corte (Chief Justice) en 1873 y luego como miembro de la corte en 1882. Ese año, Conkling primero aceptó la oferta y fue confirmado por el Senado pero luego cambió de parecer y rechazó el cargo. Ha sido la última persona (hasta el 2025) en haber realizado eso .